# Jahrbuch Stadterneuerung
Die Jahrbücher Stadterneuerung. Beiträge aus Lehre und Forschung an deutschsprachigen Hochschulen sind eine Schriftenreihe des Arbeitskreises Stadterneuerung an deutschsprachigen Hochschulen.
Im Rahmen der Stadterneuerungsdiskussion „nach der Herstellung der deutschen Einheit“ haben die seinerzeit in der Ausbildung zur Stadterneuerung besonders relevanten Universitäten TU Berlin, TU Hamburg-Harburg und Universität Kassel im Herbst 1990 als „Arbeitskreis Stadterneuerung an deutschsprachigen Hochschulen“ gemeinsam mit der TU Berlin als Verlag das Jahrbuch Stadterneuerung auf den Weg gebracht. Im Frühjahr 1991 lag die erste Ausgabe als „Jahrbuch Stadterneuerung 1990/1991“ vor. Inzwischen liegen nach 33 Jahren 29 Jahrbücher (bei vier Doppelbänden) vor.

## Beteiligte Hochschulen und Institutionen
- TU Berlin (1990/91 bis 2013, ab 2025)
- TU Hamburg-Harburg (1990/91 bis 2004/2005),
- HCU Hamburg (2006/2007 bis 2014/2015ff.)
- Universität Kassel (1990/91 bis 1996; ab 2008)
- Universität Dortmund (1992 bis 2013, ab 2025)
- Bauhaus Dessau (1993 bis 2000)
- Humboldt-Universität Berlin (1997 bis 2002)
- Brandenburgische TU Cottbus (2003 bis 2009)
- RWTH Aachen (2011 bis 2025)
- TU Kaiserslautern (ab 2017)
- Bauhau Universität Weimar (ab 2025)

## Herausgeber
- 1990/1991: Ronald Kunze, Dirk Schubert, Max Welch Guerra
- 1992 bis 1999: Ronald Kunze, Ursula von Petz, Dirk Schubert, Max Welch Guerra
- 2000: Uwe Altrock, Ronald Kunze, Ursula von Petz, Dirk Schubert, Max Welch Guerra
- 2001 bis 2004/2005: Uwe Altrock, Ronald Kunze, Ursula von Petz, Dirk Schubert
- 2006/2007 bis 2009: Uwe Altrock, Ronald Kunze, Elke Pahl-Weber, Ursula von Petz, Dirk Schubert
- 2010: Uwe Altrock, Ronald Kunze, Ursula von Petz, Dirk Schubert
- 2011 bis 2014/2015: Uwe Altrock, Ronald Kunze, Gisela Schmitt, Dirk Schubert
- 2016: Uwe Altrock, Ronald Kunze
- 2017 bis 2024: Uwe Altrock, Ronald Kunze, Detlef Kurth, Holger Schmidt, Gisela Schmitt
- 2025 bis 2026: Uwe Altrock, Grischa Bertram, Ronald Kunze, Detlef Kurth, Jan Polivka, Holger Schmidt, Gisela Schmitt, René Tribble
- 2027: Uwe Altrock, Grischa Bertram, Detlef Kurth, Jan Polivka, Holger Schmidt, Gisela Schmitt, René Tribble

### Wissenschaftlicher Beirat
Zur Vernetzung der für das Lehrgebiet Stadterneuerung relevanten Hochschulen und sonstigen Institutionen besteht seit 2009 ein wissenschaftlicher Beirat.
- Rainer Danielzyk, Leibniz Universität Hannover
- Wolfgang Förster, Stadt Wien, Referat für Wohnbauforschung und internationale Beziehungen (bis 2013)
- Max Welch Guerra, Lehrstuhl Raumplanung und Raumforschung, Bauhaus-Universität Weimar
- Johann Jessen, Grundlagen der Orts- und Regionalplanung, Universität Stuttgart
- Heike Liebmann, Leibniz-Institut für Regionalentwicklung und Strukturplanung (IRS), Erkner
- Kosta Mathey, Planen und Bauen in außereuropäischen Regionen (PAR), TU Darmstadt
- Christa Reicher, Städtebau, Stadtgestaltung und Bauleitplanung, TU Dortmund
- Gisela Schmitt, Planungstheorie und Stadtentwicklung, RWTH Aachen (bis 2010)
- Guido Spars, Ökonomie des Planens und Bauens, Bergische Universität Wuppertal (bis 2012)
- Angela Million (Uttke), Städtebau und Siedlungswesen, TU Berlin (ab 2011)
- Holger Schmidt, Stadtumbau und Ortsentwicklung, TU Kaiserslautern (2014/2015 bis 2016)

## Verlag
Das Jahrbuch Stadterneuerung wird über 21 Ausgaben von 1990/91 bis 2013 vom Bibliotheksverlag der TU Berlin verlegt (ISBN 978 3 7983 2645-3). Die Ausgabe 2014/2015 wird über den Verlag Uwe Altrock (ISBN 978 3 937735 14 6) verlegt. Das Jahrbuch Stadterneuerung erscheint in den ersten elf Ausgaben in einem einheitlichen weißen Cover, ab 2002 mit einem farbigen Cover mit wechselnder Grundfarbe. Ab 2016 erscheint das Jahrbuch Stadterneuerung beim Springer Verlag. 
2016: Stadterneuerung und Armut – ISBN 978-3-658-13417-4
2017: Stadterneuerung im vereinten Deutschland – ISBN 978-3-658-18648-7
2018: Quartiersentwicklung im Globalen Süden – ISBN 978-3-658-24152-0
2019: Programmatik der Stadterneuerung – ISBN 978-3-658-26764-3
2020: Stadterneuerung in Klein- und Mittelstädten – ISBN 978-3-658-30230-6
2021: Baukultur in der Stadterneuerung – ISBN 978-3-658-35826-6
2022/23: Stadterneuerung und Spekulation – ISBN 978-3-658-39658-9
2024: Urban Regeneration in Europe – ISBN 978-3-031-64772-7
2025: Stadterneuerung und Klimaschutz –
Die einzelnen Beiträge können beim Springer Verlag online abgerufen werden. Die Abrufzahlen liegen bei durchschnittlich 40.000 pro Band und erreichen damit eine breite Leserschaft in der Fachwelt.

## Struktur
Das Jahrbuch Stadterneuerung hat eine nahezu durchgehend eingehaltene Struktur mit fünf Rubriken, die ab 1998 durch einen besonderen Themenschwerpunkt eingeleitet wird.
- Geschichte und Theorie der Stadterneuerung
- Praxisfelder der Stadterneuerung
- Stadterneuerung im Ausland
- Lehre und Forschung
- Berichte und Rezensionen

### Themenschwerpunkte
2004/2005: Stadtumbau
2006/2007: Stadterneuerung und Landschaft
2008: Aufwertung im Stadtumbau
2009: Megacities und Stadterneuerung
2010: Infrastruktur und Stadtumbau
2011: Stadterneuerung und Festivalisierung
2012: 40 Jahre Städtebauförderung – 50 Jahre Nachmoderne
2013: Das Ende der Behutsamkeit?
2014/15: Über Städtebauförderung hinaus
2016: Stadterneuerung und Armut
2017: Stadterneuerung im vereinten Deutschland – Rück- und Ausblick
2018: Quartiersentwicklung im Globalen Süden
2019: Programmatik der Stadterneuerung
2020: Stadterneuerung in Klein- und Mittelstädten
2021: Baukultur in der Stadterneuerung
2022/23: Stadterneuerung und Spekulation
2024: Stadterneuerung in Europa
2025: Stadterneuerung und Klimaschutz
2026: Stadterneuerung und zivilgesellschaftliches Engagement

## Fachtagungen zu den Themenschwerpunkten
Seit 2008 wird die Herausgabe der Jahrbücher durch eine vorlaufende Fachtagung am Fachgebiet Stadterneuerung und Stadtumbau der Universität Kassel inhaltlich determiniert.
- 2008: Mega-Cities zwischen Boom und Ohnmacht. Stadterneuerung und Stadtumbau in den wachsenden Metropolen des Südens
- 2009: Weniger, mehr oder anders? Infrastrukturen in der Stadterneuerung
- 2010: Stadterneuerung und Festivalisierung
- 2011: Stadterneuerung in der Nachmoderne. 40 Jahre Städtebauförderung
- 2012: Die Zukunft der Behutsamkeit
- 2013: Über Städtebauförderung hinaus
- 2014: Stadterneuerung und Armut
- 2015: 25 Jahre Jahrbuch Stadterneuerung
- 2016: Quartiersentwicklung im Globalen Süden
- 2017: Programmatik der Stadterneuerung – Aktuelle Herausforderungen und Entwicklungen zwischen Vielfalt und Bündelung

Seit 2018 erfolgen die jährlichen Fachtagungen an unterschiedlichen Hochschul- und Wissenschaftsstandorten 
- 2018: Stadterneuerung in Klein- und Mittelstädten (TU Kaiserslautern)
- 2019: Baukultur in der Stadterneuerung – Instrumente der Stadtgestaltung zwischen Gestaltungsanspruch und Quartiersentwicklung (Zentrum Baukultur Rheinland-Pfalz in Mainz)
- 2020: Stadterneuerung und Spekulation (Frankfurt University of Applied Sciences - UAS)
- 2021: Stadterneuerung in Europa (Universität Kassel, online)
- 2023: Stadterneuerung und Klimaschutz (Universität Kassel)
- 2024: Stadterneuerung und zivilgesellschaftliches Engagement (Bauhaus Universität Weimar)
- 2025: Urbane Resilienz in der Stadterneuerung (Technische Universität Berlin)

## Rezensionen
Das Jahrbuch Stadterneuerung wird regelmäßig in der Fachpresse wie den Fachzeitschriften Bauwelt, Forum Stadt, Planerin (der SRL), der RaumPlanung (des IfR) etc. besprochen.